# The Adventures of Mark Twain
The Adventures of Mark Twain (bra: As Aventuras de Mark Twain) é um filme norte-americano de 1944, do gênero aventura, dirigido por Irving Rapper e estrelado por Fredric March e Alexis Smith.
O filme narra a vida de Samuel Langhorne Clemens, que ficou conhecido pelo pseudônimo de Mark Twain. Por se tratar de uma biografia à maneira hollywoodiana, o produto final não escapou às restrições da crítica.. Contudo, a atuação de Fredric March é louvada por ser convincente, charmosa e, principalmente na segunda metade, pela notável semelhança física do ator com o biografado.
O final mostra Tom Sawyer e Huckleberry Finn conduzindo o espírito do escritor em direção ao Paraíso, enquanto o Cometa Halley rasga os céus. Kitsch, porém funcional.

## Sinopse
A trajetória de Mark Twain, em 130 minutos: sua juventude, os anos a bordo de embarcações do Rio Mississippi (que lhe deram a inspiração para o pseudônimo), as aventuras como minerador no Velho Oeste, a fama de escritor viajado, as agruras como editor e subsequente bancarrota, seu romance com Olivia Langdon e suas tentativas de liquidar todas as dívidas.

## Premiações
| Prêmio     | Categoria                  | Recipiente      | Situação |
| ---------- | -------------------------- | --------------- | -------- |
| Oscar 1945 | Melhor direção de arte     | John Hughes     | Indicado |
| Oscar 1945 | Melhor trilha sonora       | Max Steiner     | Indicado |
| Oscar 1945 | Melhores efeitos especiais | Lawrence Butler | Indicado |

## Elenco
| Ator/Atriz      | Personagem                       |
| --------------- | -------------------------------- |
| Fredric March   | Samuel Clemens / Mark Twain      |
| Alexis Smith    | Olivia Langdon                   |
| Donald Crisp    | J. B. Pond                       |
| Alan Hale       | Steve Gillis                     |
| C. Aubrey Smith | Reitor da Universidade de Oxford |
| John Carradine  | Bret Harte                       |
| Bill Henry      | Charles Langdon                  |
| Walter Hampden  | Jervis Langdon                   |
| Robert Barrat   | Capitão Horace E. Bixby          |
| Joyce Reynolds  | Clara Clemens                    |
| Whitford Kane   | Joe Goodwin                      |
| Percy Kilbride  | Billings                         |